# Pepita Embil

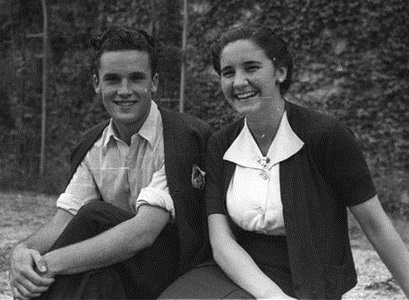
Pepita Embil en 1938 junto a Imanol Valdés, ambos miembros de Eresoinka.

Josefa Embil Echániz (Guetaria, Guipúzcoa, España; 28 de febrero de 1918-Ciudad de México, México; 28 de agosto de 1994), conocida como Pepita Embil, fue una cantante de zarzuela española. Bautizada por el pueblo mexicano La reina de la zarzuela mexicana.

## Biografía
De familia vasca, se inició en el canto en San Sebastián, y comenzó a cantar en el Orfeón Donostiarra, tras conseguir una prueba porque necesitaba «trabajar para vivir», según sus propias palabras en una entrevista. En 1940, se casó con el barítono Plácido Domingo Ferrer, con quien tuvo al hoy tenor internacional Plácido Domingo Embil. En su etapa mexicana, fue admirada por los recitales que daba junto al piano de su hijo. El reconocimiento del pueblo mexicano la llevó a considerarla «la Reina de la zarzuela mexicana».
Sus comienzos son algo difusos y hay muchas versiones de ellos. No debieron de ser muy importantes: pese a ser una artista reconocida en muy poco tiempo y a su debut en el Liceo de Barcelona, los años treinta fueron para ella prácticamente inexistentes, en lo musical. Sin embargo, al acabar la contienda civil se convertiría en una soprano ligera muy apreciada durante los años cuarenta. Su descubridor no fue el maestro Federico Moreno Torroba, quien la contrató para estrenar Sor Navarra (1939), sino un reputado maestro vasco que la incitó a que se animara en el Orfeón Donostiarra de San Sebastián.

### Años 40 en España
Consiguió, gracias a su voz, formar parte de la compañía del Teatro Calderón de Madrid en diversas temporadas desde 1940 hasta 1945. En ese grupo de amigos, se fundó Ases Líricos, una compañía a porcentaje formada por artistas de zarzuela que logró muchos éxitos durante muchas décadas y por la que pasaron los mejores artistas nacionales de zarzuela.
La primera temporada sería para Pepita Embil, tras nacer su hijo Plácido, de la mano de Salvador Videgain García, un experto cazatalentos en la compañía del maestro Quiroga; allí representó gran número de zarzuelas y estrenó La reina fea (1941). Coincidiría con este de nuevo en la compañía del ya mencionado Teatro Calderón en 1942, estrenando El desfile del amor, junto al barítono Antonio Medio. Con este último estrenaría Black el payaso y Don Manolito (1943). Formando compañía con Antonio Medio y bajo los auspicios del maestro Jacinto Guerrero, estrenó en el Teatro Coliseum, de Madrid, Loza, Lozana y En el balcón de Palacio (1943). Su último gran estreno fue Tiene razón Don Sebastián, el 22 de mayo de 1945; el género estaba en declive, y se veía claro, a partir de esa fecha, que los gustos habían cambiado y que los autores ya no daban lo que se les reclamaba. Puede decirse de Embil que estrenó en esta época las últimas grandes zarzuelas.

### Etapa americana
Tras terminar una serie de turnés por la península con la agrupación Ases Líricos, estrenando algún teatro como el Gran Vía, de Salamanca en 1946, se embarcó en una gira con la compañía del maestro Moreno Torroba, que artísticamente la alejaría de España casi de por vida. Sus éxitos calaron en los públicos americanos de Puerto Rico (donde actuó en 1950 en el Teatro Tapia con la compañía de Miguel de Grandy), Cuba, México, Venezuela y Colombia. Esto sería determinante para que el matrimonio formara una compañía propia en 1948 para actuar en el Teatro Arbeu y se estableciera definitivamente en México. Los años siguientes actuarían una temporada por aquel escenario, reponiendo obras como Luisa Fernanda, La viuda alegre, Marina, La tabernera del puerto, El orgullo de Jalisco y otras. Después recorrerían México asociados a la vedette Rosita Fornés (1951), y año tras año la pareja reaparecería por los escenarios mexicanos, a veces como empresarios asociados a famosas voces de zarzuela española que recalaban allí, otras como simples cantantes.

### Despedida en España
La familia empezó a tener nostalgia de su tierra y se planteó aceptar ofertas para venir a actuar a España. En 1966, Pepita y su marido vinieron a actuar con la compañía de José de Luna recorriendo en la turné las Islas Canarias y el norte del país. Más tarde, actuaron en el Teatro de la Zarzuela de Madrid, recordando otros tiempos y éxitos. El público aún se acordaba de ellos. Volverían a Barcelona en 1974, dirigidos por su hijo Plácido Domingo Embil, y en el Liceo representaron Doña Francisquita. Esta sería la última obra de la carrera de Pepita Embil y la de su despedida.

## Televisión
En el canal 2 de la televisión mexicana, en los años 60 y 70, se grabaron algunas actuaciones suyas de zarzuela en compañía de su esposo Plácido Domingo Ferrer, que la hicieron muy popular.

## Últimos años en México
Años después regresaron a México y emprendieron una gira por Costa Rica, Perú y Venezuela. Su hermano Ángel María Embil junto con su esposa Francisca, su sobrino Agustín García Embil y su hijo de tres años Julio Agustín fallecieron en el terremoto de la ciudad de México 1985. Su esposo, Plácido Domingo Ferrer, murió de un ataque al corazón en 1987 a los 80 años. 
En 1988 se le rindió un homenaje a Pepita, en el Teatro de la Zarzuela de Madrid. Canto con su hijo en otro homenaje en 1990 en San Sebastián. 
Embil falleció el 28 de agosto de 1994 en la Ciudad de México a causa de una enfermedad hepática causada por una transfusión de sangre recibida veinte años antes. Tenía 76 años. Está enterrada junto a su esposo en el Panteón Español de México. El entonces presidente de México, Carlos Salinas de Gortari, asistió a su despedida fúnebre.